# Grace Napolitano
Graciela "Grace" Napolitano (EUA, 4 de desembre de 1936) és una política del Partit Demòcrata nord-americà que ha representat la vall de San Gabriel de Califòrnia i altres parts del comtat de Los Angeles al Cambra de Representants dels Estats Units des de 1999. El seu districte és actualment el 31è districte de Califòrnia. Anteriorment va servir a l'Assemblea de l'Estat de Califòrnia i al Consell de la ciutat de Norwalk. Als 87 anys, Napolitano és el membre més antic de la Cambra de Representants.
Napolitano va representar el districte 34 del 1999 al 2003, el districte 38 del 2003 al 2013 i el districte 32 del 2013 al 2023. A causa del redistricte, Napolitano es va presentar i va guanyar la reelecció a les eleccions dels Estats Units de 2012 al districte 32 del Congrés Republicà de Califòrnia.A les eleccions de mig mandat del 2014, Napolitano va ser reelegida, derrotant el candidat republicà Arturo Alas.
El juliol del 2023, Napolitano va anunciar que no es presentaria a la reelecció el 2024.

A 2009 story first reported by Bloomberg News